# Kari Virtanen
Kari Virtanen (ur. 15 września 1958 w Piikkiö) – fiński piłkarz występujący na pozycji pomocnika. Trener piłkarski.

## Kariera klubowa
Virtanen karierę rozpoczynał w sezonie 1976 w amatorskim zespole PiPS. W 1977 roku został graczem pierwszoligowego TPS. W debiutanckim sezonie zajął z nim 3. miejsce w lidze. W 1980 roku odszedł do szwedzkiego drugoligowego klubu IFK Eskilstuna. Spędził tam dwa sezony, a potem wrócił do TPS, w którym tym razem grał przez jeden sezon.
W 1983 roku Virtanen przeszedł do szwedzkiego zespołu AIK Fotboll. W sezonie 1985 zdobył z nim Puchar Szwecji. W 1986 roku wrócił do Finlandii, gdzie został zawodnikiem ekipy RoPS, z którą w tym samym roku zdobył Puchar Finlandii. W RoPS występował przez dwa sezony. Następnie grał w zespołach KePS, Kumu oraz PiPS, gdzie w 1992 roku zakończył karierę.

## Kariera reprezentacyjna
W reprezentacji Finlandii Virtanen zadebiutował 5 lutego 1979 w przegranym 0:1 towarzyskim meczu z Irakiem. W 1980 roku znalazł się w kadrze na Letnie Igrzyska Olimpijskie, zakończone przez Finlandię na fazie grupowej. 28 lutego 1986 w wygranym 1:0 towarzyskim pojedynku z Arabią Saudyjską strzelił swojego jedynego gola w kadrze.
W latach 1979–1986 w drużynie narodowej rozegrał 29 spotkań.